# 利斯基 (切爾尼戈夫區)
51°18′44″N 30°46′4″E / 51.31222°N 30.76778°E
利斯基（烏克蘭語：Ліски），是烏克蘭北部切爾尼希夫州切爾尼希夫區洪恰里夫斯凯市镇的村落。始建於1712年，面積0.12平方公里，海拔高度122米，2001年人口18，人口密度每平方公里148.8人。